# 厄氏絲隆頭魚
厄氏絲隆頭魚，又稱厄氏絲鰭鸚鯛，為輻鰭魚綱鱸形目隆頭魚亞目隆頭魚科的其中一種，分布於中西太平洋的帛琉海域，棲息深度60-92公尺，體長可達6.9公分，棲息在珊瑚礁海域，生活習性不明。

## 擴展閱讀
維基物種上的相關：厄氏絲隆頭魚